# Celso Socini
Celso Socini o Sozzini (1517-1570) fou un lliurepensador italià, germà d'Alessandro (pare de Faust), Leli, Corneli, Dàrius, i Camil. El pare de Celso, Mariano Socini, el jove (1482-1556), va tenir onze fills i dues filles. Alessandro, pare de Faust Socini, era el primogènit, però morí jove. Celso va començar la seva carrera com a docent a Siena, i fou fundador de l'efímera Accademia del Sizienti (1554) de Bologna, de la qual el jove Faust en fou membre.